# Rimorchiata FCE R.551-552
Le rimorchiate R.551 ed R.552 sono due rotabili della Ferrovia Circumetnea, costruite appositamente dalle officine Raffaele Ranieri di Roma per le relative automotrici ALn 541 e 542.

## Storia
Durante gli anni '50, la Ferrovia Circumetnea necessitava di sostituire il vecchio materiale rotabile obsoleto, per far fronte alle esigenze sempre più esose dell'utenza, che in quel periodo si serviva ancora delle locomotive a vapore e delle automotrici ALn 56, immesse in servizio fra la fine degli anni '30 e l'inizio degli anni '40. Per questo motivo, nel 1954 furono commissionate alle Officine Raffaele Ranieri di Roma le due rimorchiate R.551 ed R.552, per immetterle in servizio con le relative automotrici, le quali furono immatricolate "ALn 541-542", e che furono consegnate nel 1954.

## Caratteristiche

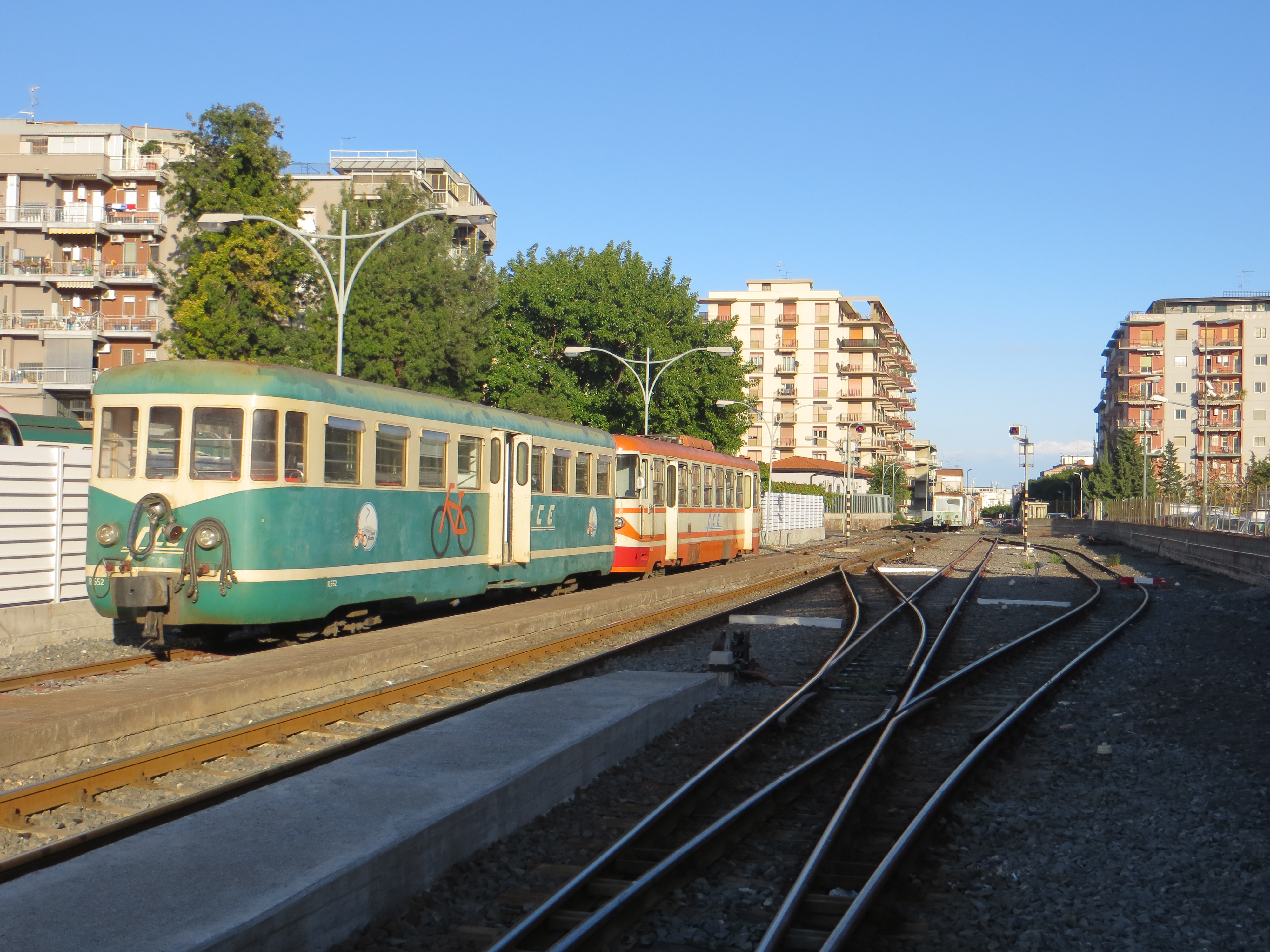
La rimorchiata R.552 in sosta presso la stazione di Catania Borgo.
Da notare l'assenza delle porte frontali di servizio, nonché l'attacco frontale per la condotta, la quale gestisce le porte pneumatiche per i viaggiatori, 25 ottobre 2017.

La cassa delle rimorchiate è poggiante su due carrelli.
L'ambiente è unico, simile alle carrozze a salone, come le carrozze UIC-Z1 di Trenitalia; tuttavia, originalmente vi era la prima e la seconda classe: la prima classe comprendeva 32 posti a sedere, mentre la seconda ne comprendeva 56. Successivamente, il criterio delle classi fu soppresso, esattamente come per tutti gli altri rotabili FCE.
Esse hanno quattro porte per l'afflusso dei passeggeri (due per lato), ed originalmente erano manuali. Oltre a quest'ultime, questi rotabili disponevano anche delle porte frontali di servizio, esattamente come le automotrici per cui furono costruiti.
Tuttavia, l'unità R.552 ricevette delle modifiche tecniche, le quali trasformarono le porte manuali in pneumatiche; quest'ultime azionate mediante l'aria compressa, trasmessa dalle condotte.
L'installazione delle prese frontali per le condotte, determinò la soppressione delle porte frontali di servizio.

## Utilizzo
Come descritto precedentemente, in origine, queste rimorchiate venivano accoppiate con le relative automotrici, ma da quando quest'ultime furono accantonate (nel 1980), queste rimorchiate hanno continuato ad essere accoppiate ad altre automotrici FCE, nonché alle RALn 64 e alle ADe 11-20.
Tuttavia, da quando l'unità R.552 ricevette la modifica che implementò le porte pneumatiche, spesso veniva agganciata fra due automotrici (in particolare alle automotrici della serie "ADe 11-20"), formando così un treno reversibile.
Inoltre, negli ultimi anni in cui ha espletato servizio, parte degli interni è stata modificata per poter ospitare le biciclette.

## Stato attuale

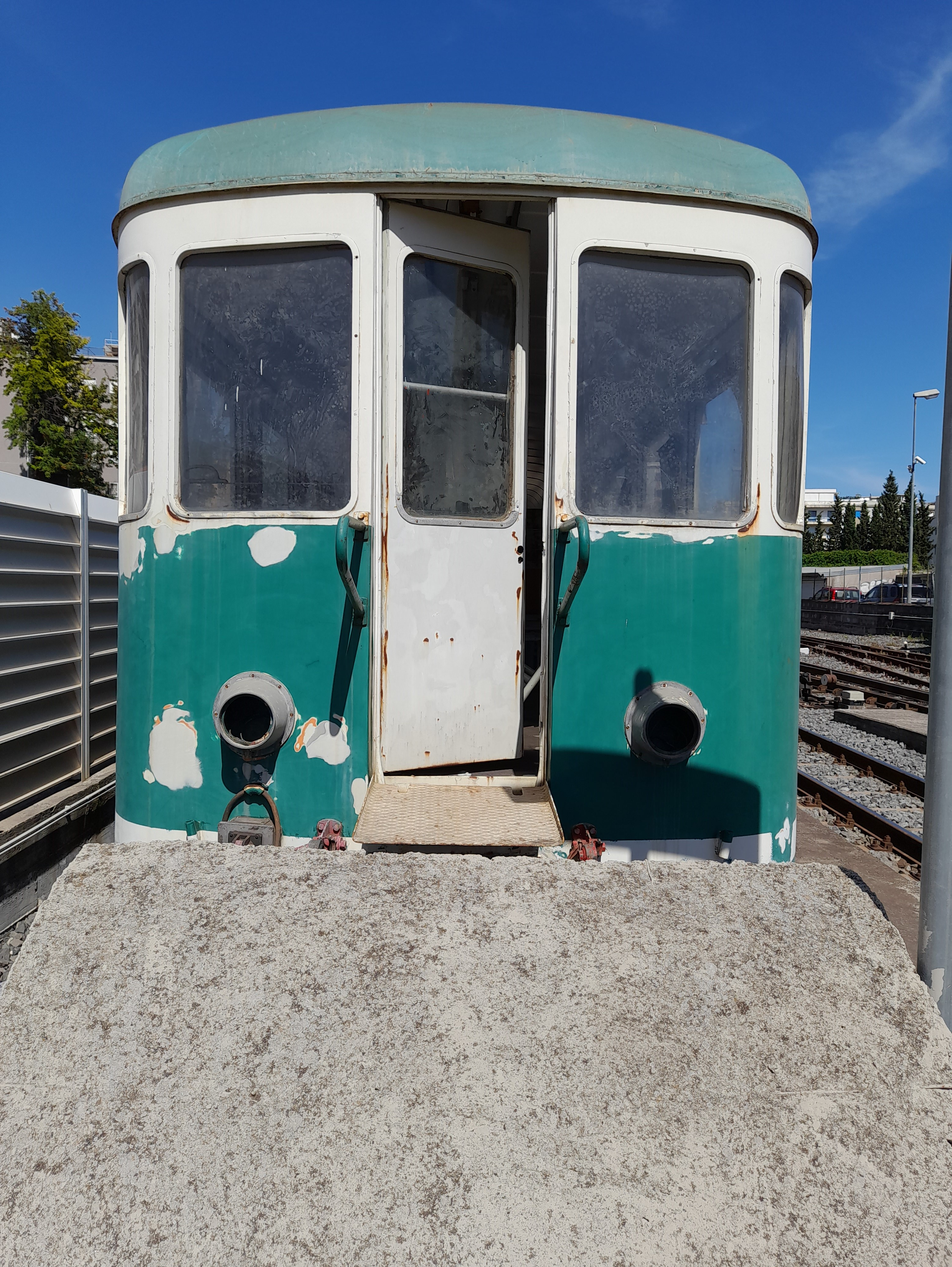
La rimorchiata R.551 accantonata presso la stazione di Catania Borgo, 30 maggio 2022.

L'unità R.551 risulta essere accantonata già da qualche anno, mentre l'unità R.552 ha circolato fino al 2019, ovvero fino a prima che arrivasse l'emergenza sanitaria "Covid-19".
Attualmente, entrambe le rimorchiate sono accantonate per obsolescenza presso la stazione di Catania Borgo.